# 狮山镇 (武定县)
狮山镇，原称近城镇，是中华人民共和国云南省楚雄彝族自治州武定县下辖的一个乡镇级行政单位。

## 行政区划
狮山镇下辖以下地区：
中马社区、西门社区、南街社区、北街社区、东岳社区、旧城社区、香水社区、狮山村、狮高村、麦岔村、铺西村、矣波村、永宁村、西河村、乌龙村、恕德村、古柏村、吆英村、新村、九厂村、姚铭村、陈官村、乐美村、羊旧村、贺铭村、椅子甸村、禄金村和滑坡村。